# Blobby Volley

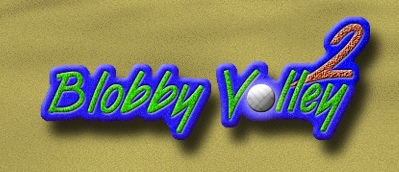
Logo

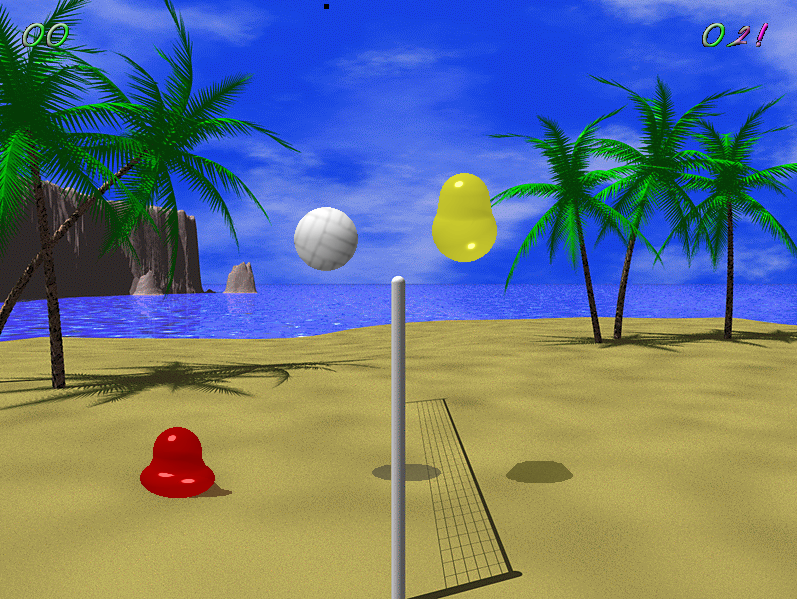
Screenshot

Blobby Volley est un jeu vidéo de volley-ball développé par Daniel Skoraszewsky et Silvio Mummert, c'est un clone aux graphismes près du jeu Arcade Volleyball créé en 1988. Les règles qui s'appliquent sont des règles simplifiées issues du volley-ball dans un match face à face.

## Système de jeu
Le joueur incarne une masse flasque de gélatine et doit remporter la partie face à son adversaire.
Plusieurs modes de jeu sont possibles. Il est possible de jouer seul contre l'ordinateur, ou à deux, que ce soit par Internet, réseau local ou encore sur le même ordinateur.

## Configuration
Le jeu ne demande pas énormément de ressource et peut fonctionner sur les ordinateurs les moins puissants. Il requiert, selon les auteurs, un Pentium à 120 MHz (200 MHz recommandé), une carte graphique « rapide », 16 Mo de mémoire RAM, Windows 95 ou plus récent, DirectX et LAN/Internet pour jouer en réseau.
Il existe également une version bêta de Blobby Volley 2 sous Linux et Windows.